# June Brewster
June Brewster (nacida Kathleen Anderson; 8 de agosto de 1913 – 2 de noviembre de 1995) fue una actriz de cine estadounidense de los años 30.
Cuando Brewster era joven tomo clases de piano, violín, y canto con sus tres primos.
En Broadway, Brewster actuó en la versión de 1930 de The Earl Carroll Vanities.

## Filmografía seleccionada
- The Sport Parade (1932)
- Goldie Gets Along (1933)
- Meet the Baron (1933)
- Headline Shooter (1933)
- Flying Devils (1933)
- Hips, Hips, Hooray! (1934)
- Melody Cruise (1933)
- The Case Against Mrs. Ames (1936)
- Partners in Crime (1937)
- Blonde Trouble (1937)
- The Lady Escapes (1937)
- Love Is a Headache (1938)
- Thanks for the Memory (1938)